# Misiones Apolo canceladas
A lo largo del programa Apolo, varias misiones planificadas a la Luna que se llevaron a cabo alredeor de la década de 1960 y principios de la década de 1970 fueron canceladas por razones que incluían cambios en la dirección técnica, el "infame" incendio del Apolo 1, y el incidente del Apolo 13, así como retrasos con respecto al uso del hardware y fallos sistemáticos en plenas misiones tripuladas y las limitaciones presupuestarias demarcaron los alcances y limitantes que dejó el programa lunar. Tras el aterrizaje del Apolo 12, y con el paso de los años y las misiones, se tuvo en mente que el último alunizaje se debería haber efectuado con el cierre del programa realizando una misión lunar con el Apolo 20, que habría sido la última misión tripulada a la Luna, pero, por aquella época de las administraciones Nixon y Ford, fueron canceladas para poder permitir avanzar con el programa de un laboratorio espacial suborbital, el Programa Skylab y reducción de costes; sin embargo, para se pudiese lanzar este programa, este serviría como un "taller seco" (ensamblado en tierra para cargarlo y colocarlo en la segunda etapa del cohete S-IVB Saturno IB que habían quedado sin usar). Al final de la misión del Apolo 17, Las dos misiones restantes, como fueron el Apolo 18 y 19, fueron canceladas posteriormente como se mencionaba al comienzo tras el mencionado incidente del Apolo 13, sumándole los otros recortes presupuestarios. Incluso, de las 3 misiones que se efectuaron en la Estación Espacial Skylab originalmente formaron 5 misiones, lo que conllevó a la cancelación de las misiones restantes de dicho programa, a cambio de favorecer la entrada del Transbordador Espacial los siguientes 30 años. Dos cohetes Saturno V completos quedaron sin uso y fueron puestos en exhibición en los Estados Unidos.

## Las Misiones planificadas antes del incendio del Apolo 1

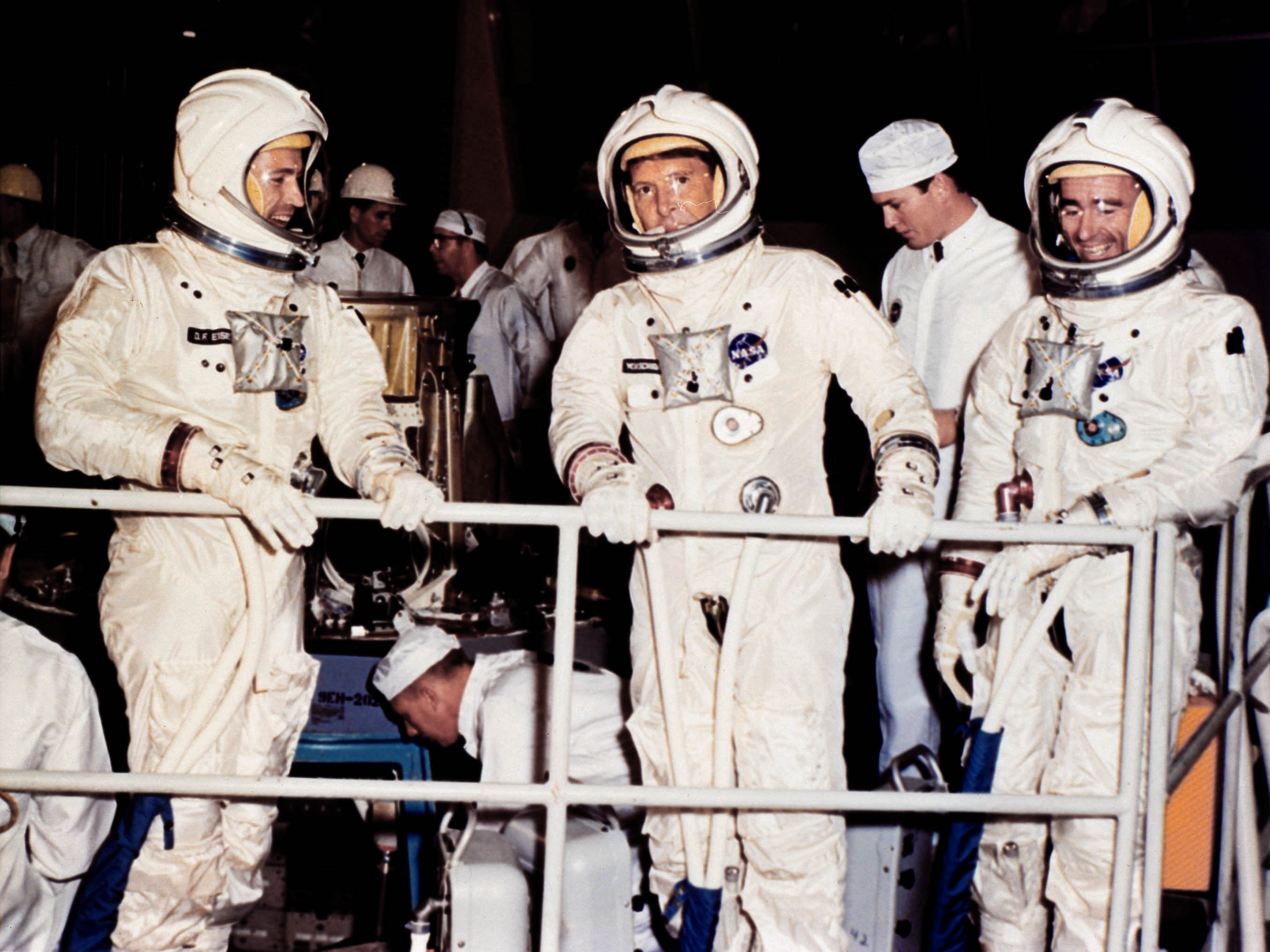
La tripulación principal del segundo vuelo tripulado planeado del Apolo cuando se preparaba para las pruebas del simulador de misión en la planta de North American Aviation antes del incendio del Apolo 1. De izquierda a derecha: Donn F. Eisele, piloto principal, Walter M. Schirra, piloto al mando, y Walter Cunningham, piloto. (Fotografía del mes de Septiembre de 1966)..

En el mes de septiembre de 1962, la NASA tenía planeado realizar cuatro vuelos de prueba tripulados en órbita terrestre baja con los módulos de comando y servicio (CSM) Block I parcialmente equipados utilizando el primer vehículo de lanzamiento del Saturno I, designados como SA-11 al SA-14, entre 1965 y 1966. Sin embargo, la limitada capacidad de carga útil del Saturno I en comparación con las prestaciones de su sucesor, el Saturno IB, un cohete con mejoras respecto a la versión anterior habría limitado severamente los sistemas transportados y, por lo tanto, el valor de prueba de estos vuelos. Por lo tanto, la NASA canceló estos vuelos en octubre de 1963, y los reemplazó con dos misiones tripuladas para el Saturno IB, designadas como AS-204 y AS-205. A estos les seguiría el primer vuelo sin tripulación para el Módulo Lunar (LM) con el AS-206, y luego con la tercera misión siendo esta tripulada, designada como AS-207/208, utilizaría el AS-207 para lanzar a la tripulación con un CSM Block II mejorado, que se encontraría y acoplaría con el LM lanzado sin tripulación en el AS-208.
La tripulación seleccionada para el 21 de marzo de 1966 se le asignó el AS-204 que  estuvo formada por el piloto al mando con Virgil "Gus" Grissom, el piloto principal Ed White y el co-piloto Roger Chaffee, quienes fueron la designación para la misión del Apolo 1. El AS-205 se llamaría Apolo 2, y el AS-207/208 sería Apolo 3. La tripulación del AS-205 estuvo formada por el trio de astronautas Wally Schirra, Donn Eisele y Walter Cunningham. Sin embargo, el AS-205 fue posteriormente considerado innecesario y cancelado oficialmente el 22 de diciembre de 1966 como resultado del incidente del Apolo 1 y los cambios que surgieron para lo que vendrían con los Apolo 7 al 10.
Con la tripulación de Schirra, se convirtió entonces en el respaldo de la tripulación de Grissom, por lo que la misión del LM tripulada se convirtió en la segunda misión tripulada, reasignada ahora como AS-205/208 y cuya tripulación de reserva original de la tripulación de Grissom fue la que se les asignó para dicho trabajo: estaría conformada por el piloto de comando Jim McDivitt, el piloto de CSM David Scott y el piloto del LM Rusty Schweickart. Inmediatamente comenzaron su entrenamiento en el primer Módulo de Comando Block II CM-101, mientras la tripulación de Grissom se preparaba para su lanzamiento para el mes de febrero de 1967.

### Lacatástrofe del Apolo 1
Posteriormente, el 27 de enero de 1967, sería el mes más catastrófico del programa Apolo, con la muerte de Grissom, White y Chaffee en un incendio repentino en la prueba de entrenamiento en la cabina de la capsula de la nave espacial, cuya prueba se llevaba a cabo en la plataforma de lanzamiento, interrumpiendo el programa al menos durante 19 meses para identificar y solucionar las causas fundamentales que causaron los numerosos problemas de seguridad de la nave. Esto forzó la cancelación de los planes para volar cualquier nave espacial tripulada del Block I y, en efecto, obligó a un "reinicio" y replanteamiento definitivo para lo que serían el resto de las misiones tripuladas hasta la fecha.

## Misiones que estuvieron en desarrollo tras el incendio del Apolo 1
En el mes de septiembre de 1967 y a raíz del anterior incidente fatal antes mencionado, la NASA creó una lista modificada en el que se planificaba un nuevo tipo de misiones para las tripulaciones restantes que se suponía estaban asignadas previamente para poder lograr el primer aterrizaje tripulado en la Luna, cada una designada con una letra de la A a la G, donde G sería el primer aterrizaje tripulado. Esta lista se amplió posteriormente con la letra J para incluir las misiones lunares posteriores.
Se realizaron dos lanzamientos de prueba no tripuladas con el ahora mejorado cohete, el ahora nuevo Saturno V (quien se encargaría de las misiones A) con los nombres Apolo 4 y Apolo 6. Se había planeado una tercera prueba, pero se canceló por resultar siendo innecesaria.
El primer módulo lunar en desarrollo, LM-1, voló sin tripulación (siendo esta la denominada misión B) y también conocida como la misión del Apolo 5. Se había planeado una segunda prueba sin tripulación utilizando el LM-2, pero se canceló por ser innecesaria de igual manera. El LM-2 fue adaptado para parecerse a un LM de producción que llevaría a los hombres a la superficie Lunar y fue donado al Museo Nacional del Aire y del Espacio Smithsonian, donde actualmente se exhibe como una simulación del primer aterrizaje del Apolo 11.
La tripulación de Schirra volaría por entonces en la misión C, primero tripulada en el CSM (Block II CSM-101, modernizado con las mejoras de seguridad para la cabina) siendo designada como Apolo 7 en el mes de octubre de 1968.
La tripulación y la misión de McDivitt se mantuvieron como el primer vuelo LM de desarrollo tripulado (asignada como la misión D); y se planeó que fuera el Apolo 8 para diciembre de 1968, ahora utilizando un solo vehículo de lanzamiento Saturno V en lugar de dos lanzamientos Saturno IB separados como originalmente se tanteó en los planes originales. La siguiente misión, la E, fue planeada como una prueba en órbita terrestre media elíptica para el LM operativo con el CSM en una misión lunar simulada hasta un apogeo de 7403,Km, y que sería comandado por Frank Borman en el mes de marzo de 1969.
De todos los componentes del sistema Apolo, el LM era el que tenía más problemas técnicos. Este iba con retrasos y cuando el LM-3 fue enviado al Centro Espacial Kennedy en el mes de junio de 1968, se descubrió que tenía más de 101 defectos distintos. La que por entonces poseía el contrato con la NASA, la compañía Grumman Aircraft Engineering Corporation  (hoy denominada Nortrop-Grumman), y que fue responsable del LM, predijo que el primer LM apto para tener tripulantes, y que se utilizaría para la misión D, no estaría listo al menos hasta el mes de febrero de 1969, lo que retrasaría toda la secuencia del programa.
George Low, director de la Oficina para el Programa de las Naves Espaciales del Programa Apolo, propuso una solución para el mes de agosto de 1968. Como el CSM estaría listo tres meses antes que el Módulo Lunar, podrían realizar una sola misión sólo con el CSM para diciembre de 1968. Pero en lugar de simplemente repetir la misión C que haría volar al CSM en la órbita Terrestre, propondrían enviar al CSM a la Luna con una posibilidad de entrar en órbita lunar. Esta misión se denominó "C-Prime" (una letra imaginaria entre C y D). Esta nueva misión, permitiría que la NASA practicara procedimientos de maniobras para el futuro vuelo circunlunar que de otro modo tendrían que esperar hasta  la misión del Apolo 10, la misión F. La Agencia Central de Inteligencia CIA también temía que por aquel entonces, la Unión Soviética estuviese adelantando y planificando su propio vuelo circunlunar para diciembre de dichos meses, para adelantarse y poder eclipsar a los estadounidenses una vez más con su programa lunar (véase programa Zond, misiones 3 a la 8 respectivamente). La tripulación de McDivitt, que se había acostumbrado a trabajar con el LM-3 y a prepararse para su vuelo, por lo que se mantuvo en la misión D, que ahora se convertiría en el Apolo 9, mientras que la tripulación de Borman volaría la misión de órbita lunar CSM en el Apolo 8, y la misión E fue simplemente, cancelada.
Con el intercambio de tripulaciones también sería decisiva para determinar quién sería el primer hombre en caminar sobre la Luna. Pete Conrad era el comandante suplente de la tripulación de McDivitt y, mediante el proceso de rotación de la tripulación, habría estado en línea para comandar el Apolo 11 tres vuelos más tarde. Sin embargo, esa siguiente misión sería finalmente asignada a Neil Armstrong quien obtuvo este honor en virtud de ser el comandante de respaldo de Borman.

## Misiones lunares de seguimiento
La NASA recibió un contrato para fabricar 15 cohetes Saturno V aptos para volar. El Apolo 11 lograría tener su primer aterrizaje con el sexto Saturno V, dejando nueve cohetes para aterrizajes posteriores o para misiones de reserva. Se eligieron los siguientes lugares de aterrizaje (ver aclaración a continuación más abajo) para estas misiones, que fueron sitios planificados para ocurrir en intervalos de aproximadamente de cuatro meses hasta julio de 1972. Esta lista de lugares de aterrizaje, no fue compilada por la Junta de Selección de Lugares del  Apolo (ASSB), o sus diversos subgrupos, por lo que hicieron que las selecciones reales del lugar de aterrizaje fuese con uno o dos vuelos de anticipación. Esta lista fue compilada por una empresa de consultoría y era solo un conjunto de herramientas y sugerencias de planificación, es decir eran sitios escogidos a sugerencia a partir de los criterios para poder cumplir adecuadamente las expectativas de la NASA. De acuerdo a lo que se sabe inicialmente, la ASSB habría seleccionado los sitios reales para las misiones Apolo canceladas, y dado que estas misiones nunca pasaron por el proceso de selección de sitios, la lista presentada aquí nunca se reflejó la selección final dentro de la planificación establecida por la Oficina del Programa Apolo o la NASA. Como se hace referencia en "To A Rocky Moon", de Donald Wilhelms:
- Apolo 12 (H1), establecida en noviembre de 1969, Océano de Tormentas (sitio del Surveyor 3).
- Apolo 13 (H2) que se llevaría a cabo en el mes de abril de 1970, en las tierras altas de Fra Mauro (Este cambiaria a raíz del incidente de esta misión, siendo reasignada al Apolo 14).
- Cráter Littrow del Apolo 14 (H3)
- Apolo 15 (H4) Cráter Censorinus

Las últimas cinco misiones fueron misiones denominadas clase J porque utilizaron el denominado Módulo Lunar Extendido o MLE, que fue aquel capaz de permanecer tres días en la Luna y transportar el Vehículo Roving Lunar :
- Apolo 16 (J1): En las tierras altas de Descartes
- Apolo 17 (J2): Marius Hills (La última misión oficial)
- Cráter Copérnico para el Apolo 18 (J3) - Cancelada
- Apolo 19 (J4): en Hadley Rille - Cancelada
- Cráter Tycho: Para el Apolo 20 (J5) (sitio del Surveyor 7) - Cancelada

Como las misiones posteriores no se realizarían hasta apenas en los tres años después, se hizo poca planificación detallada y se postularon diversos sitios de alunizaje para algunos vuelos. Según el informe "NASA OMSF, Manned Space Flight Weekly Report" del 28 de julio de 1969, el Apolo 18 hubiese aterrizado en el Vallis Schröteri en el mes de febrero de 1972, el Apolo 19 hubiese alunizado en la región de la falla Hyginus en julio de 1972 y el Apolo 20 en el cráter Copérnico en diciembre de 1972.
Otros sitios y cronogramas de alunizaje propuestos para las últimas tres misiones incluyeron también al cráter Gassendi (para el Apolo 18, para el mes de julio de 1973), de nuevo aparecía en el mapa la visita al cráter Copérnico (con el Apolo 19, para diciembre de 1973) y las colinas Marius o el cráter Tycho (para el Apolo 20, y llevándose a cabo en el mes de julio de 1974).
Mientras se planificaban varios ambiciosos tomando en cuenta el programa de aplicaciones del Apolo para ser los programas sucesores de las misiones lunares cuando estos finalizasen, ya en 1969 todavía se esperaba que se pudieran contratar más vehículos de lanzamiento Saturno V para tales misiones, lo que permitiría misiones lunares más ambiciosas fuesen incluso parte del mismo proyecto, es decir, incluso la posibilidad de instaurar una base lunar.
En el informe de la NASA "Scientific Rationale Summaries for Apollo Candidate Lunar Exploration Landing Sites" publicado el 11 de marzo de 1970, el Apolo 18 sería designado para el cráter Copérnico, y al Apolo 19 se le asignaría visitar la región de Mons Hadley (en el eventual sitio de aterrizaje del Apolo 15 antes de los cambios que surgieron por el incidente del Apolo 13). La misión para el Apolo 20 había cancelada dos meses antes, pero en el informe aún se sugería que su objetivo, el cráter rille Hyginus, podría ser un sitio de aterrizaje alternativo que estuvo a punto de ser designado para el Apolo 19.

### Cancelaciones
De acuerdo a algunas estimaciones de las misiones, era que el astronauta Harrison Schmitt fuese el primer científico en llegar a la Luna para las canceladas misiones del Apolo 18 o 19, y con Don L. Lind el segundo. Para el 4 de enero de 1970, la NASA anunció la cancelación del Apolo 20 para que su cohete de lanzamiento, el Saturno V, pudiese usarse para poder lanzar la estación espacial Skylab como un "taller seco" (siendo ensamblado en tierra), en lugar de tener que construirlo como un "taller húmedo" a partir de una etapa superior S-IVB gastada de un vehículo de lanzamiento Saturno IB. Además, las restricciones presupuestarias habían limitado la producción del Saturno V a los 15 originales. Luego de que el administrador adjunto de la NASA, George M. Low, anunciara que los tres últimos alunizajes se reprogramaron para los años de 1973 y 1974, es decir, para que tras las tres misiones planificadas se llevasen a cabo a bordo de la Skylab,  el astronauta en jefe Deke Slayton trasladó a Lind al programa de Aplicaciones del Apolo, declararía posteriormente que, "con la cancelación de 20, me di cuenta de que simplemente no iba a tener un vuelo para él".
Otro aterrizaje lunar cancelado se dio justamente para el mes de abril de 1970, cuandose provocó el incidente del Apolo 13 tuvo una falla en pleno vuelo rumbo a la Luna, y el lugar de aterrizaje de Fra Mauro sería reasignado al Apolo 14. Luego, el 2 de septiembre de 1970, la NASA anunció que cancelaba las misiones H4 y J4 después de más recortes presupuestarios. Por tanto, la misión del programa Skylab sería pospuesto hasta 1973 y el calendario de alunizaje final fue el siguiente:
- Apolo 14 (H2) Formación Fra Mauro, ejecutada en el mes de febrero de 1971
- Apolo 15 (J1) Hadley–Apennine, ejecutada en el mes de julio de 1971
- Apolo 16 (J2) Descartes Highlands, ejecutada en el mes de abril de 1972
- Apolo 17 (J3) Taurus – Valle de Littrow, ejecutada en el mes de diciembre de 1972

Para aquel momento, 35 de los 49 astronautas que se encontraban activos con la NASA estaban esperando al menos una misión para alunizar o al menos cumplir con su parte del programa Lunar. 
En los últimos días del programa Apolo 17, el astronauta LMP Schmitt presionó agresivamente para un alunizaje tripulado en la cara oculta de la Luna, apuntando al cráter Tsiolkovskiy que se encuentra en el lado oculto. La ambiciosa propuesta de Schmitt incluía el lanzamiento a la órbita lunar de satélites de comunicaciones especiales basados en existentes satélites TIROS para permitir el enlace de comunicaciones Tierra-Luna para contactar con los astronautas durante su descenso monitorizado y supervisar las operaciones en la superficie lunar en dicha región propuesta. Los administradores de la NASA rechazaron estos planes debido a la falta de financiación que empezó a tener estragos bajo las administraciones Nixon y Ford, y al riesgo añadido que correspondía llevarlas a cabo.
En agosto de 1971, el presidente Richard Nixon propuso cancelar todos los alunizajes restantes (Apolo 16 y 17) para aplicar recortes presupuestarios y porque ya se había cumplido el objetivo de ganar la carrera espacial soviética. Sin embargo, el subdirector de la Oficina de Administración y Presupuesto, Caspar Weinberger, se opuso a esto y persuadió a Nixon para mantener las misiones lunares restantes, pero recomendó que si dicha cancelación ocurría, debería ser "sobre la base de que el Apolo 15 tuvo tanto éxito en la recopilación de datos necesarios que ahora podemos pasar, antes de lo esperado, a los proyectos del transbordador espacial, Grand Tour, NERVA, entre otros".
John Young, astronauta quien voló en las misiones del Apolo 10 y el Apolo 16, creía que el miedo a perder astronautas era una de las razones por las cuales la NASA canceló las misiones de los Apolo 18, 19 y 20 respectivamente, dada la terrible experiencia vivida con el Apolo 13.

### Asignaciones de tripulación
Deke Slayton, quien fue director de operaciones de la tripulación de vuelo y de quien efectivamente elegía las tripulaciones para los alunizajes durante la ejecución del Programa Apolo, no tenía la intención de dar a los astronautas dos comandos de alunizaje, pero, según el historiador Michael Cassutt, incluso para el verano de 1969 —cuando todavía estaban programados los 10 aterrizajes— Slayton planeó dar a los pilotos del Módulo Lunar Fred Haise, Edgar Mitchell y James Irwin la oportunidad de caminar nuevamente en la Luna como comandantes. Durante las primeras misiones Apolo, se utilizó un sistema de rotación para asignar una tripulación como respaldo y luego, tres misiones más tarde, tendrían la oportunidad para ser tripulación principal en las siguientes misiones en caso de ser asignadas, sin embargo, en los últimos vuelos Apolo, este sistema se utilizó con menos frecuencia ya que varios astronautas algunos terminaban por abandonar el programa, Slayton quería darles una oportunidad a los novatos y los astronautas no querían ocupar puestos de respaldo que ya no pudieran conducir a puestos de tripulación principal.

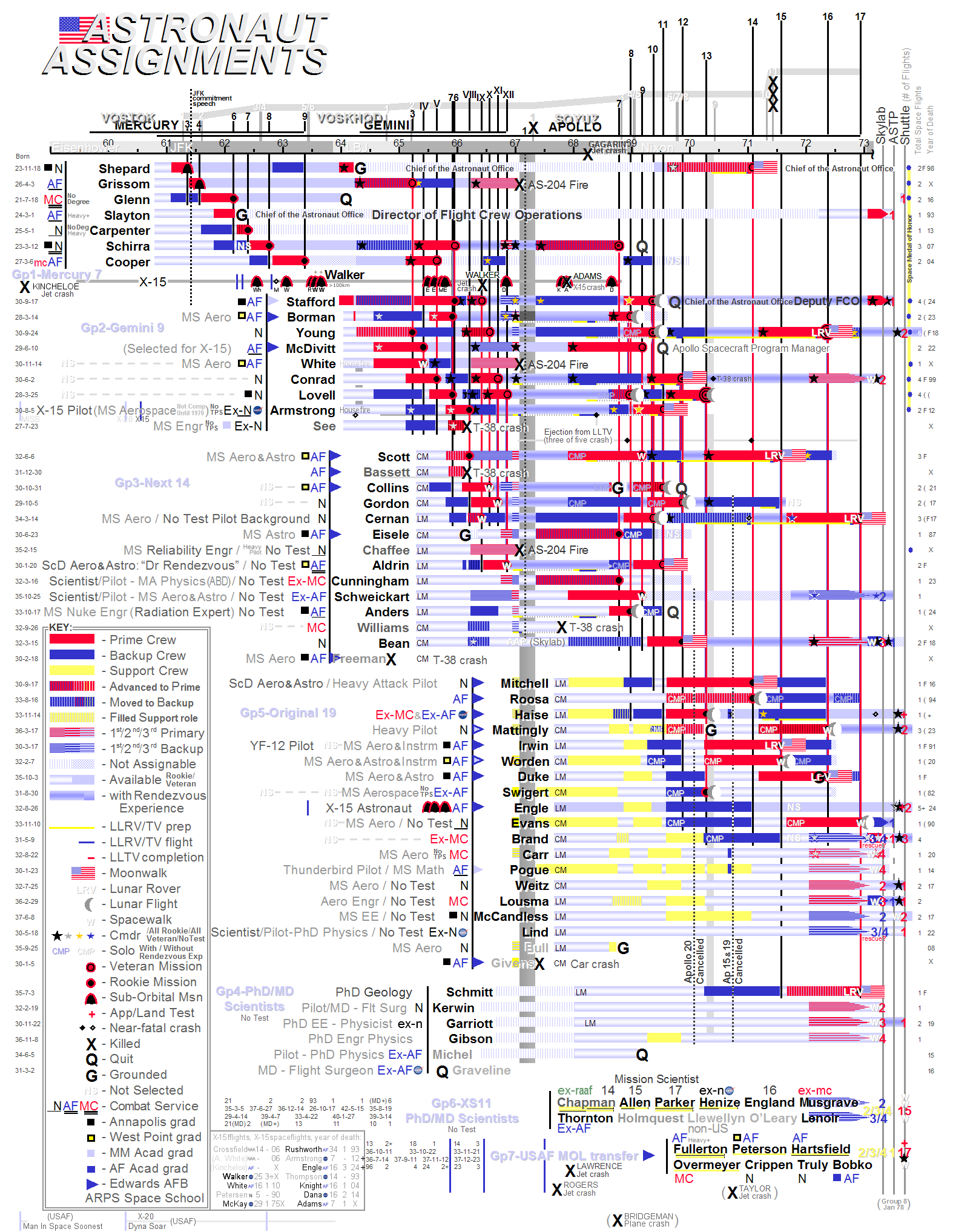
Un diagrama de Gantt en el que se muestra cómo las asignaciones de los astronautas se vieron profundamente afectadas por las misiones Apolo canceladas.

En el caso de la que hubiese sido la misión Apolo 18, la tripulación probablemente habría sido tripulación que sirvió de respaldo del Apolo 15:
- Richard F. Gordon Jr. (comandante (CDR))
- Vance D. Brand (Piloto del Módulo de Mando (CMP))
- Harrison Schmitt (piloto del módulo lunar (LMP))

Cuando se canceló la misión para el Apolo 18, Schmitt fue designado entoncea al Apolo 17 bajo presión de la comunidad científica, en sustitución de Joe Engle. Schmitt, siendo geólogo de profesión, se convirtió en el duodécimo hombre y el único científico profesional que caminó sobre la Luna.
La intención de Slayton para la tripulación del Apolo 19 (la segunda de las tres misiones canceladas restantes) era darle la participación a la tripulación de respaldo original (antes de la cancelación de susodichas misiones) mientras volaba el Apolo 16:
- Fred Haise (CDR)
- William R. Pogue (CMP)
- Gerald P. Carr (LMP)

Para el Apolo 20 quedó con un aire de incertidumbre sobre sus posibles tripulantes. Basándonos en la rotación normal de la tripulación, la tripulación probablemente habría sido:
- Stuart Roosa (CDR) (reemplazaba a Pete Conrad, ya había sido el CDR en el Apolo 12)
- Paul J. Weitz (CMP)
- Jack R. Lousma (LMP)

Otra posibilidad habría sido:
- Stuart Roosa o Edgar Mitchell (CDR)
- Jack R. Lousma (CMP)
- Don L. Lind (LMP)

## Programa Skylab

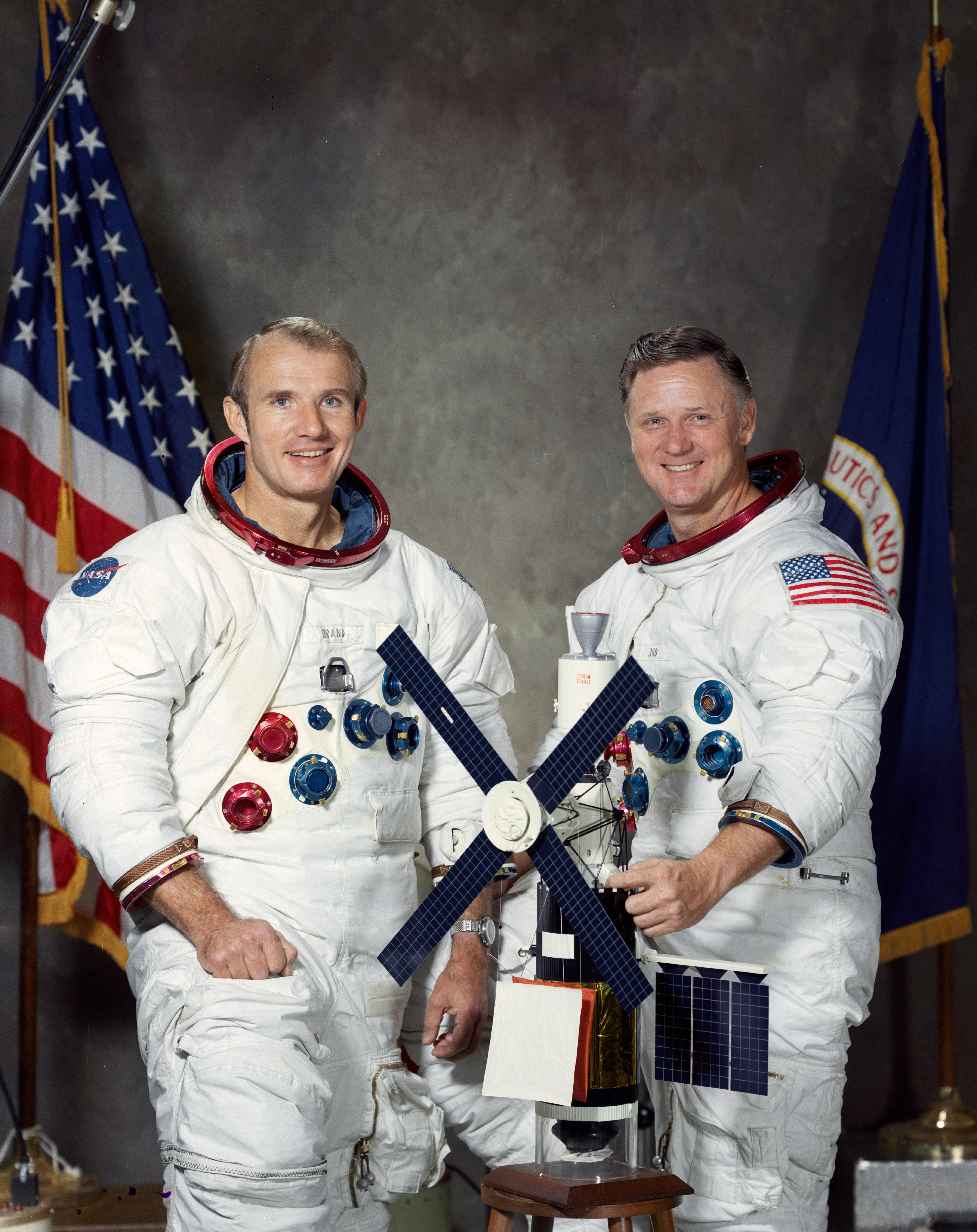
Vance Brand y Don Lind, la tripulación de la misión de rescate del Skylab que no llegó a volar.

### Misión de rescate delSkylab
Uno de los CSM excedentes, el CSM-119, fue modificado para transportar a dos tripulantes adicionales y este se mantuvo en espera para una posible misión de rescate en caso de problemas a bordo del Skylab. Durante el lanzamiento del Skylab 3, un mal funcionamiento del CSM del Apolo acoplado a la estación provocó temores de que la tripulación no pudiera regresar sanos y a salvos. El CSM-119 fue trasladada al Complejo de Lanzamiento 39B del Saturno IB SA-209 durante la misión y se preparó para un posible lanzamiento como contramedida de prevención. Dos astronautas, Brand (comandante) y Lind (piloto del módulo de comando), habrían volado el CSM para poder recuperar a los tres miembros de la tripulación. El problema se solucionó sin necesidad de un vuelo de rescate. El CSM-119 fue devuelto al edificio de ensamblaje de vehículos y permaneció en espera hasta que finalizó el programa Skylab.
El CSM-119 también se utilizó como CSM de respaldo para el Proyecto de Pruebas Apollo-Soyuz más tarde en 1975.

### Skylab 5
La Skylab 5 habría sido una misión corta de 20 días para realizar más experimentos científicos e impulsar el Skylab a una órbita más alta. Brand, Lind y William B. Lenoir (piloto científico) habrían sido la tripulación en la estación orbital.

## Excedente de hardware

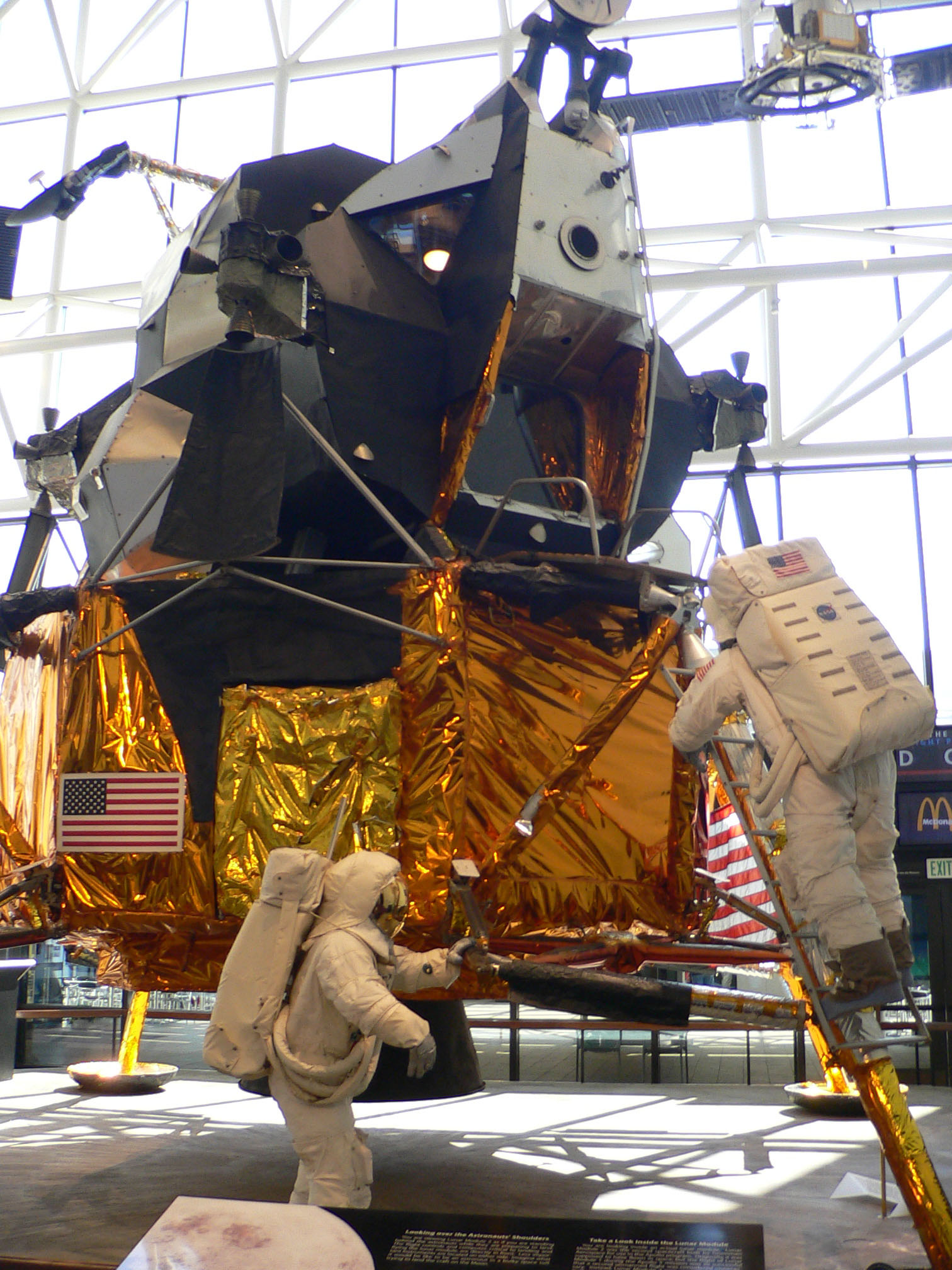
LM-2 en exhibición en el Museo Nacional del Aire y el Espacio

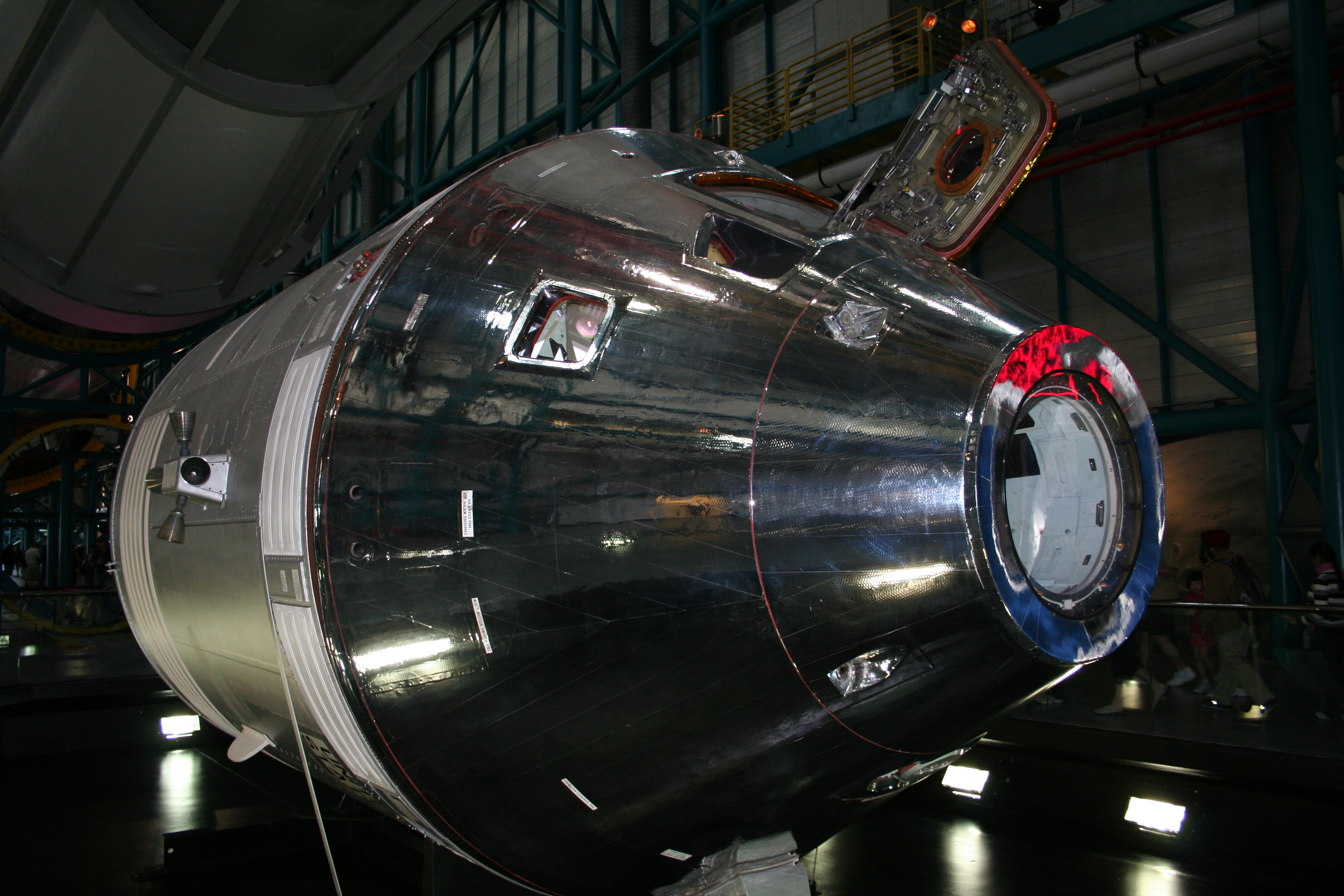
CSM-119 en exhibición en el Centro Apolo/Saturno V

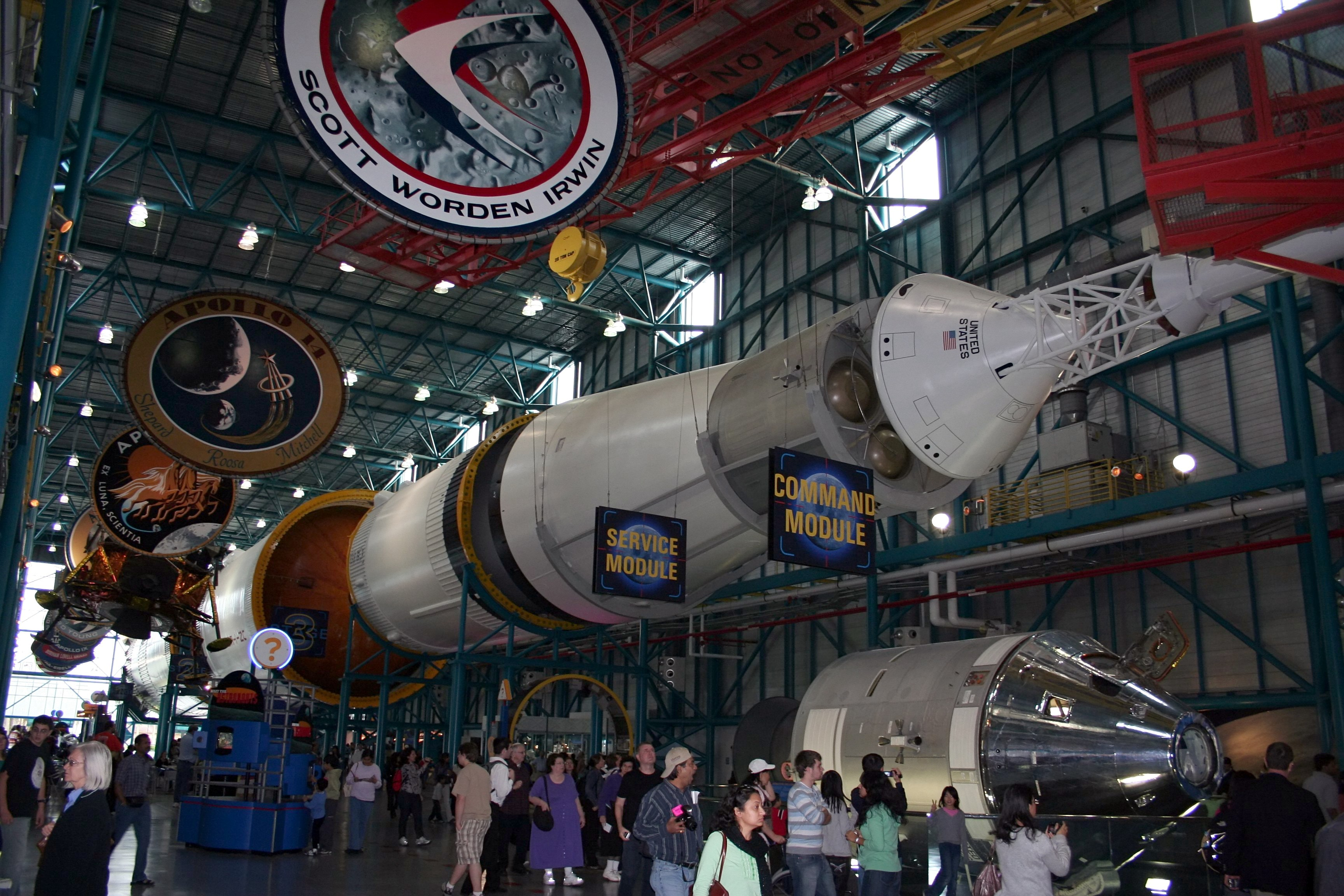
Saturno V en el Centro Apolo/Saturno V

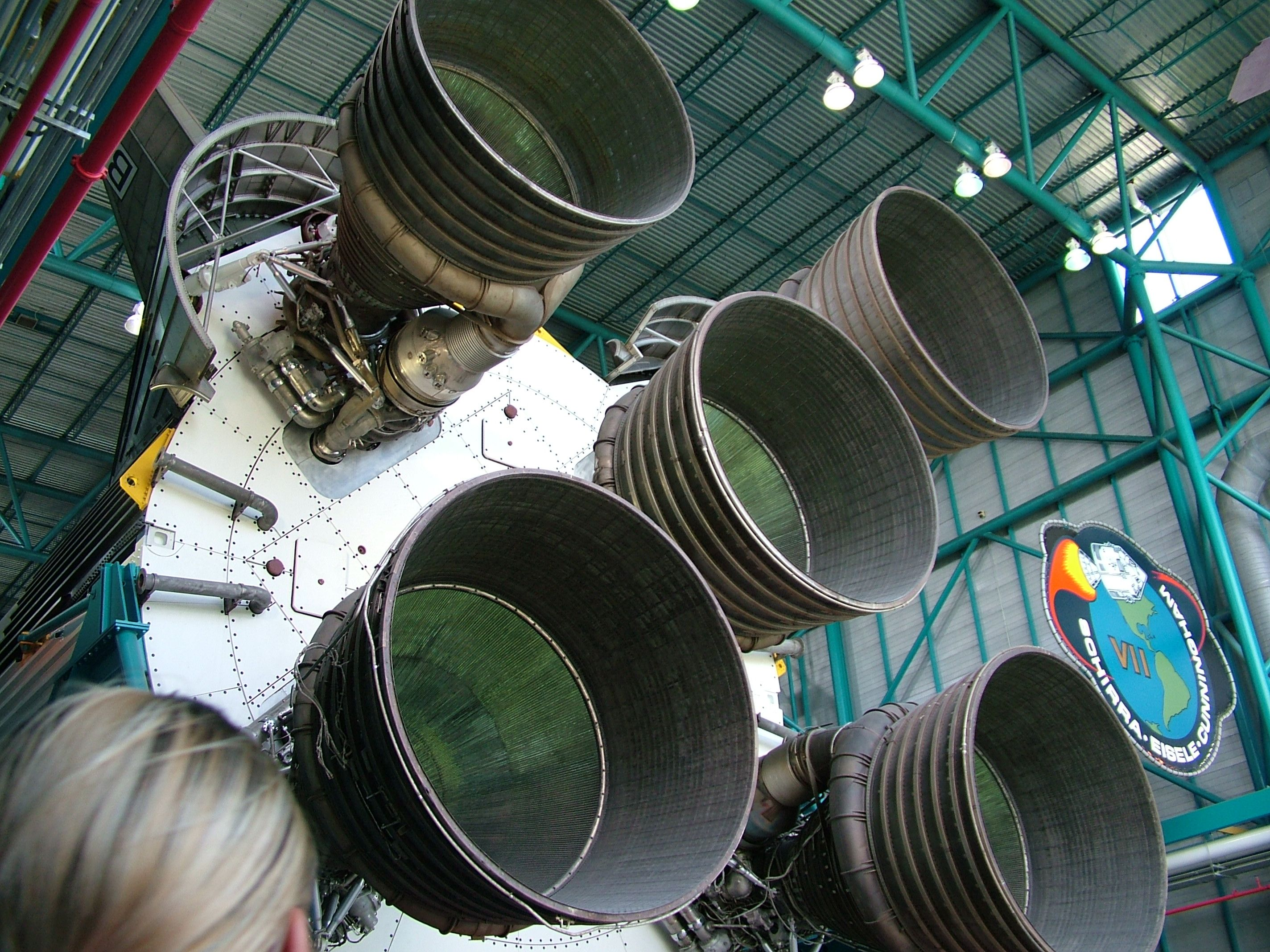
Vista trasera del Saturno V en el Centro Apolo/Saturno V

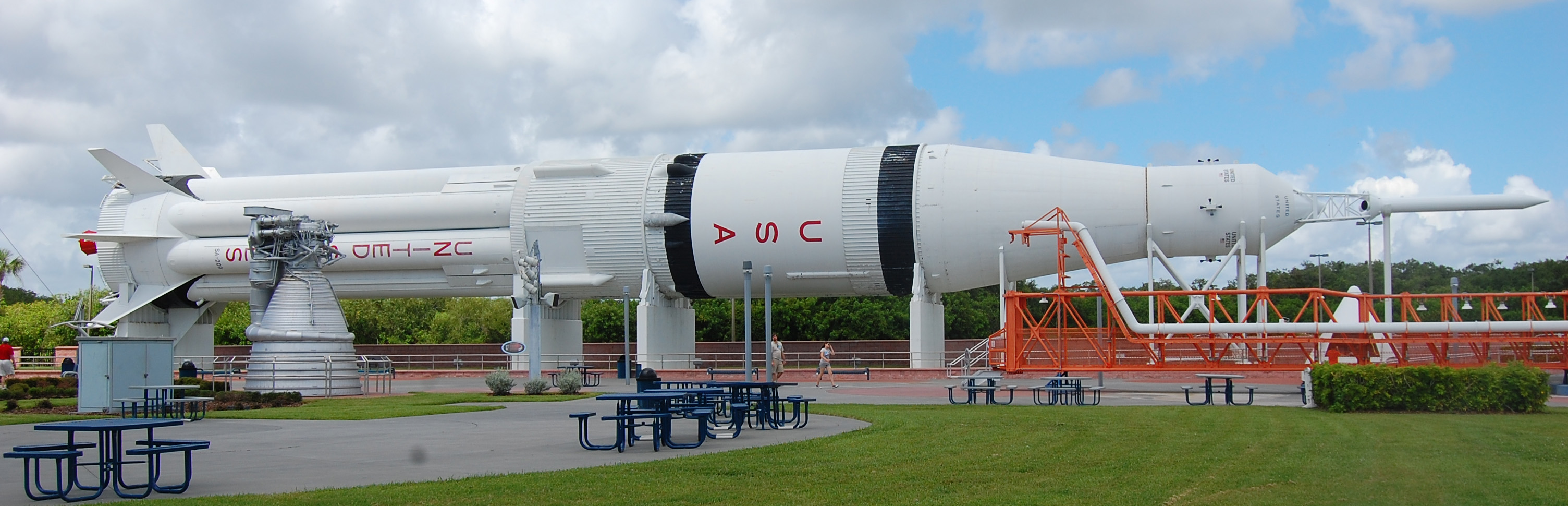
Saturno IB SA-209 en exhibición en el museo complejo para visitantes en el Centro Espacial Kennedy

Dos cohetes del Saturno V completos quedaron sin uso después del programa Apolo, los SA-514 y el SA-515, así como la tercera etapa del SA-513. El SA-513 fue el vehículo de lanzamiento que originalmente estaba planificado para la misión Apolo 18, y que en cambio se utilizaron (sin su tercera etapa) para lanzar el Skylab.
- Un Saturno V en exhibición en el Centro Espacial Johnson en Houston, Texas, está compuesto por la primera etapa del SA-514, junto con la segunda etapa del SA-515 y la tercera etapa del SA-513. Esta exhibición incluye un módulo de comando/servicio de producción (CSM-115) que nunca se completó luego de que se cortara la financiación.
- Otro Saturno V en exhibición en el Complejo de Visitantes del Centro Espacial Kennedy en Merritt Island, Florida, tienen en exhibición la etapa de prueba estática S-IC-T y la segunda y tercera etapas del SA-514. El módulo de comando asociado con la pantalla KSC del Saturno V es un modelo estándar, BP-30. La pila se exhibía originalmente al aire libre frente al edificio de ensamblaje de vehículos y era una parada para los autobuses turísticos. Posteriormente fue restaurado y trasladado al interior del Centro Apolo/Saturno V.
- La primera etapa del SA-515 reside en el Centro de Ciencias INFINITY en Pearlington, Mississippi. La tercera etapa se convirtió en una copia de seguridad de la estación espacial Skylab. Actualmente está en exhibición en el Museo Nacional del Aire y del Espacio.

Varios cohetes del Saturno IB también permanecieron sin uso y almacenados al final del programa Apolo. Tres (SA-206, SA-207 y SA-208) se utilizarían posteriormente para los lanzamientos tripulados del programa Skylab, y el SA-210 se utilizó para el vuelo tripulado denominado ASTP. La segunda etapa del SA-212 fue reconstruida como parte del Skylab lanzado al espacio. De los vehículos restantes, dos están en exposición y el resto fueron desguazados. Todos los motores de la primera etapa Rocketdyne H-1 sobrantes fueron renombrados como los motores Rocketdyne RS-27 para su uso en vehículos de lanzamiento activos de la época, como los de la serie de cohetes Delta 2000 en 1974.
- El último Saturno IB completo sin volar, SA-209, que semantuvo en espera para una posible misión de rescate del Skylab, se exhibe al aire libre en el Jardín de exposiciones al aire libre donde se encuentra el Centro de Cohetes del Complejo de Visitantes del Centro Espacial Kennedy, coronado por una maqueta del Apolo en lugar de la nave espacial de rescate.
- Otro Saturno IB excedente (SA-211) estuvo exhibido horizontalmente durante un tiempo, hasta finales de la década de 1970, en el Centro Marshall de Vuelos Espaciales, en Huntsville, Alabama. La segunda etapa del vehículo (S-IVB-211) fue posteriormente trasladada para combinarse con los componentes de entrenamiento de flotabilidad neutra del Skylab en el Centro Espacial y de Cohetes de EEUU, sin su motor J-2. La primera etapa del SA-211 (S-1B-11) ahora se exhibe verticalmente en el centro de bienvenida junto a la carretera interestatal I-65, cerca de Ardmore, Alabama. Ese vehículo además alberga un adaptador SLA de segunda etapa para las pruebas terrestres siendo más antiguo (posiblemente de una etapa de acorazado) y hardware estandar del programa Apolo.[10]
- La primera etapa del SA-212 (S-IB-12) fue la última etapa en la que se realizó un lanzamiento de pruebas estático, pero luego fue desechada porque no se planearon más vuelos. La segunda etapa del SA-212 (S-IVB-212) se convirtió en parte del lanzamiento de la estación espacial principal Skylab.
- Las primeras etapas restantes sobrantes del Saturno IB para el SA-213 y SA-214 se construyeron, pero nunca se probaron estáticamente y también se desecharon. Nunca se construyeron segundas etapas S-IVB para estos dos vehículos.

De igual manera, también los CSM y LM de otros vuelos cancelados no fueron utilizados o simplemente, fueron destinados a otras misiones:
- Después de que se canceló la misión H original del Apolo 15, hubo un CSM y un módulo lunar de misión H excedentes. El CSM-111 se utilizaría para el Proyecto de Pruebas Apolo-Soyuz (ASTP). Este LM-9 está ahora en exhibición en el Centro Espacial Kennedy (Centro Apollo/Saturn V)
- El CSM y el LM del Apolo 18 fueron usados para el Apolo 17.
- El CSM (#115) del Apolo 19 se muestra en el Saturno V, ubicado en el Centro Espacial Johnson. Su módulo lunar (el LM-13, originalmente asignado al Apolo 18) fue completado sólo parcialmente por Grumman, y se utilizó como accesorio para la miniserie de HBO de 1998 De la Tierra a la Luna en escenas de exploración lunar. Actualmente se encuentra en exhibición en el Museo Cuna de la Aviación en Long Island, Nueva York.
- El CSM del Apolo 20 nunca se completó y fue desechado. El LM también fue desguazado antes de su finalización, aunque hay algunos informes no confirmados de que algunas partes (además de partes del vehículo de prueba LM LTA-3) están incluidas en el LM en exhibición en el Instituto Franklin en Filadelfia, Pensilvania.
- El Skylab Rescue CSM-119 está en exhibición en el Centro Apollo/Saturn V en el Complejo de Visitantes del Centro Espacial Kennedy.
- Asimismo, algunos bocetos o instrumentos de estas misiones del programa Apolo se han revisado para el desarrollo del programa Artemis de la NASA y el programa Starship de SpaceX.